# Filip Dewulf
Filip Dewulf (ur. 15 marca 1972 w Mol) – belgijski tenisista, reprezentant w Pucharze Davisa.

## Kariera tenisowa
Karierę zawodową Dweulf zaczął w 1990 roku, a zakończył w 2001 roku.
W grze pojedynczej wygrał dwa turnieje rangi ATP World Tour, w 1995 roku w Wiedniu i w 1997 roku w Kitzbühel. W zawodach wielkoszlemowych najdalej doszedł do półfinału French Open 1997 roku. Do turnieju przystępował z eliminacji, a w drabince głównej pojedynek o finał przegrał z Gustavo Kuertenem, stając się zarazem pierwszym reprezentantem Belgii w historii, który dotarł 1/2 finału Wielkiego Szlema.
W grze podwójnej Dewulf zwyciężył w jednym turnieju kategorii ATP World Tour, w 1993 roku w Umagu, w parze z Tomem Vanhoudtem.
W latach 1991–2001 reprezentował Belgię w Pucharze Davisa rozgrywając łącznie 42 pojedynki, z których 16 wygrał.
W rankingu singlowym Dewulf najwyżej był na 39. miejscu (15 września 1997), a w klasyfikacji deblowej na 125. pozycji (4 października 1993).

### Finały w turniejach ATP World Tour
| Nazwa                        |
| ---------------------------- |
| Wielki Szlem                 |
| Igrzyska olimpijskie         |
| ATP Tour World Championships |
| ATP Masters Series           |
| ATP Championship Series      |
| ATP World Series             |

#### Gra pojedyncza (2–0)
| Końcowy wynik | Nr | Data                 | Turniej   | Nawierzchnia    | Przeciwnik    | Wynik finału       |
| ------------- | -- | -------------------- | --------- | --------------- | ------------- | ------------------ |
| Zwycięzca     | 1. | 22 października 1995 | Wiedeń    | Dywanowa (hala) | Thomas Muster | 7:5, 6:2, 1:6, 7:5 |
| Zwycięzca     | 2. | 27 lipca 1997        | Kitzbühel | Ceglana         | Julián Alonso | 7:6(2), 6:4, 6:1   |

#### Gra podwójna (1–0)
| Końcowy wynik | Nr | Data             | Turniej | Nawierzchnia | Partner      | Przeciwnicy                 | Wynik finału |
| ------------- | -- | ---------------- | ------- | ------------ | ------------ | --------------------------- | ------------ |
| Zwycięzca     | 1. | 29 sierpnia 1993 | Umag    | Ceglana      | Tom Vanhoudt | Jordi Arrese Francisco Roig | 6:4, 7:5     |